# Tecla Marinescu
Tecla Marinescu (Constanţa, Constanţa, 4 de janeiro de 1960) é uma ex-velocista romena na modalidade de canoagem.

## Carreira
Foi vencedora da medalha de Ouro em K-4 500 m em Los Angeles 1984, junto com as colegas de equipa Nastasia Ionescu, Agafia Constantin e Maria Ştefan.